# Encheloclarias curtisoma
Encheloclarias curtisoma är en fiskart som beskrevs av Ng och Lim, 1993. Encheloclarias curtisoma ingår i släktet Encheloclarias och familjen Clariidae. IUCN kategoriserar arten globalt som akut hotad. Inga underarter finns listade i Catalogue of Life.